# Victor Barrucand
Victor Barrucand (7. října 1864 Poitiers – 13. března 1934 El Biar (Alžírsko) byl francouzský novinář a spisovatel.

## Život
Byl humanistou s náklonností k anarchismu. Většinu svého života žil v Alžíru, kde se účastnil kulturního a politického života jako novinář. Přátelil se s Isabelle Eberhardtovou, a psal o orientálních malířích. Roku 1895, v období, kdy spolupracoval s La Revue blanche, adaptoval pro divadlo Šúdrakovo dílo Le Chariot de terre cuite.

## Dílo
Poezie
- Rythmes et rimes à mettre en musique (1886)
- Chanson de juin 1889 (1889) Text online
- Amour et idéal. La Chanson des mois. Une partie d’échecs. Triomphe (1889)
- D'un pays plus beau (1910)

Studie
- Henri Cros
- Les Verres précieux
- Brochure sur le Bouddhisme (1893)
- L'Algérie et les Peintres orientalistes (1930)

Divadelní kusy
- Les Deux Mezzetins, Colombine jalouse. La Farce du Sac, etc. (1889–1890)
- Le Chariot de terre cuite

Romány
- Avec le Feu (1900)

Různé
- Le Pain gratuit
- Théodore de Banville. Critiques. Choix et préface par Victor Barrucand, portrait de Banville par Gavarni en frontispice (1917)
- Mémoire du Citoyen Rossignol, général en chef des armées de la République en Vendée et ceux du conventionnel Choudieu Text online